# Selecció de futbol de Moçambic
La Selecció de futbol de Moçambic és l'equip representatiu del país a les competicions oficials. Està dirigida per la Federació Moçambiquesa de Futbol (en portuguès, Federação Moçambicana de Futebol), pertanyent a la CAF.
És una selecció amb una modesta participació internacional, ja que només ha disputat la competició continental, en quatre ocasions, i mai ha superat la primera ronda.

## Estadístiques
- Participacions en la Copa del Món = Cap
- Participacions en la Copa d'Àfrica = 4
- Primera Copa d'Àfrica = 1986
- Millor resultat a la Copa d'Àfrica = 1a ronda (1986, 1996, 1998, 2010)
- Participacions olímpiques = Cap

## Competicions internacionals

### Participacions en la Copa del Món
- Des de 1930 a 1978 - No hi participà
- 1974 - No es classificà
- 1978 - No hi participà
- 1986 - Van ser refusats
- Des de 1990 a 2018 - No es classificà

### Participacions en la Copa d'Àfrica
- Des de 1957 a 1980 - No participà
- Des de 1982 a 1984 - No es classificà
- 1986 - 1a ronda
- Des de 1988 a 1994 - No es classificà
- 1996 - 1a ronda
- 1998 - 1a ronda
- Des de 2000 a 2008 - No es classificà
- 2010 - 1a ronda
- Des de 2012 a 2017 - No es classificà

## Jugadors moçambiquesos que no hi han jugat mai
Jugadors nascuts en territori moçambiquès però que sempre van participar amb la selecció de Portugal, ja que el territori en depenia políticament:
- Eusebio
- Abel Xavier
- Carlos Queiroz